# Ekspedycja 14

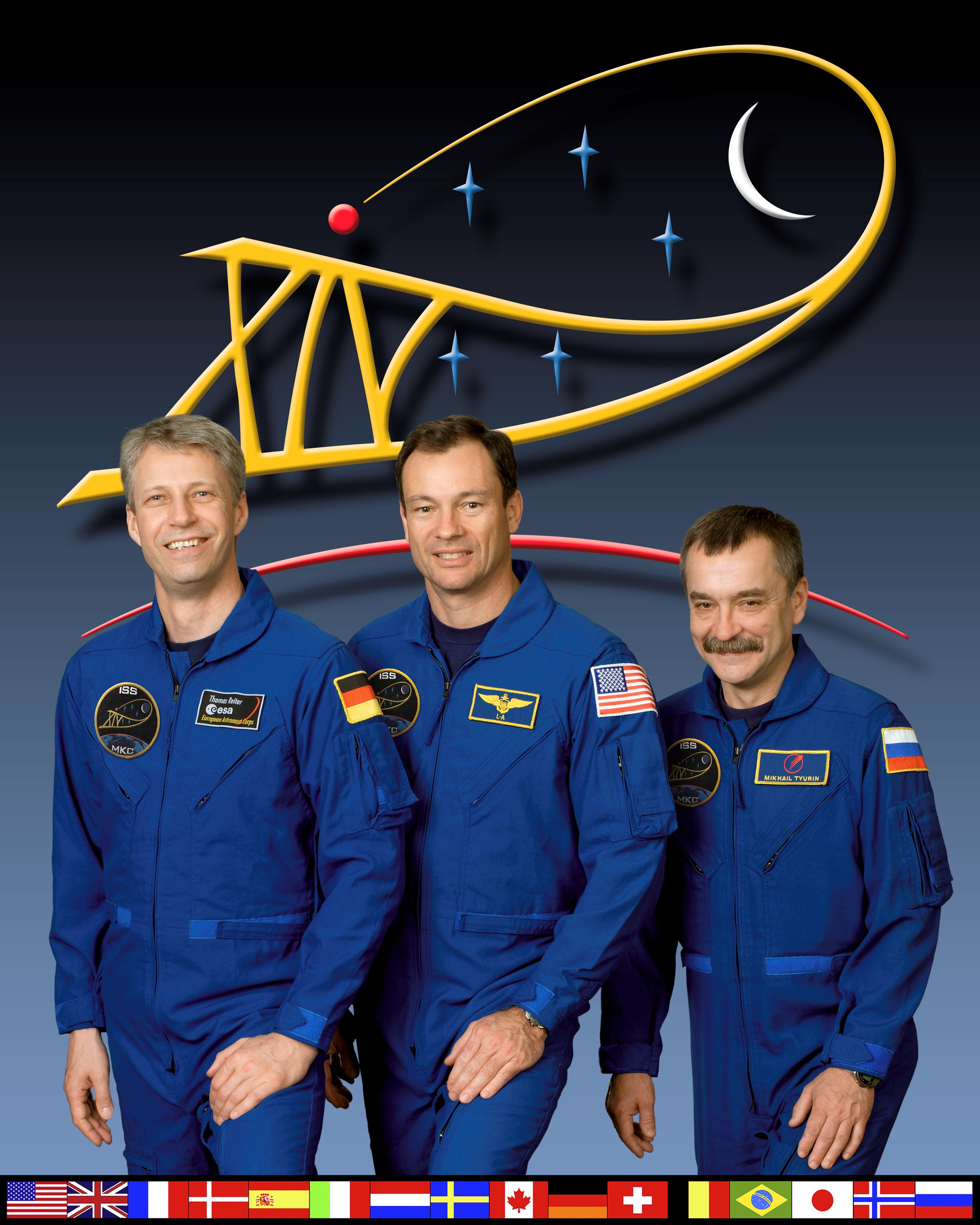
Załoga pierwszej części misji ekspedycji 14. Od lewej: Thomas Reiter, Michael Lopez-Alegria, Michaił Tiurin

Ekspedycja 14 – czternasta stała załoga Międzynarodowej Stacji Kosmicznej (ISS).
Dwóch członków załogi ekspedycji 14, Michael Lopez-Alegria i Michaił Tiurin wystartowało 18 września z kosmodromu Bajkonur na pokładzie Sojuza TMA-9. Dołączyli oni do astronauty ESA Thomasa Reitera, który przybył na Międzynarodową Stację Kosmiczną 6 lipca 2006, razem z załogą misji STS-121 wahadłowca Discovery.
W grudniu 2006 wahadłowiec Discovery dowiózł na ISS astronautkę Sunitę Williams, która zastąpiła Thomasa Reitera.

## Załoga

### Załoga pierwsza (od września do grudnia 2006)
- Michael Lopez-Alegria (4), Dowódca ISS (Stany Zjednoczone)
- Michaił Tiurin (2), Inżynier pokładowy (Rosja)
- Thomas Reiter (2), Inżynier pokładowy (Niemcy)

### Załoga druga (od grudnia 2006 do kwietnia 2007)
- Michael Lopez-Alegria (4), Dowódca ISS (Stany Zjednoczone)
- Michaił Tiurin (2), Inżynier pokładowy (Rosja)
- Sunita Williams* (1), Inżynier pokładowy (Stany Zjednoczone)

(liczba w nawiasie oznacza liczbę lotów odbytych przez każdego z astronautów)
* zastąpiła Thomasa Reitera

### Załoga rezerwowa
- Peggy Whitson, dowódca (Stany Zjednoczone)
- Jurij Malenczenko, inżynier pokładowy (Rosja)
- Clayton Anderson, inżynier pokładowy (Stany Zjednoczone)

## Parametry misji
- Perygeum: ? km
- Apogeum: ? km
- Inklinacja: ~51,6°
- Okres orbitalny: ? min

### Dokowanie Sojuza TMA-9 do ISS
- Połączenie z ISS: 20 września 2006, 05:21 UTC[2]
- Odłączenie od ISS: 21 kwietnia 2007, 09:11 UTC[2]
- Łączny czas dokowania: 213 dni, 3 h, 50 min

## Przebieg misji
Astronauci Michael Lopez-Alegria i Michaił Tiurin wystartowali 18 września 2006 roku, razem z turystką kosmiczną Anousheh Ansari, na pokładzie Sojuza TMA-9. Dwa dni później zadokowali oni do Międzynarodowej Stacji Kosmicznej.
29 września 2006 Pawieł Winogradow i Jeffrey Williams (Ekspedycja 13) oraz Ansari powrócili na Ziemię na pokładzie Sojuza TMA-8. Thomas Reiter, który znalazł się na stacji w lipcu 2006, został włączony do Ekspedycji 14. W grudniu 2006 z misją STS-116 na stację przyleciała Sunita Williams, która zmieniła Reitera.

### Problemy z Progressem i gra w golfa

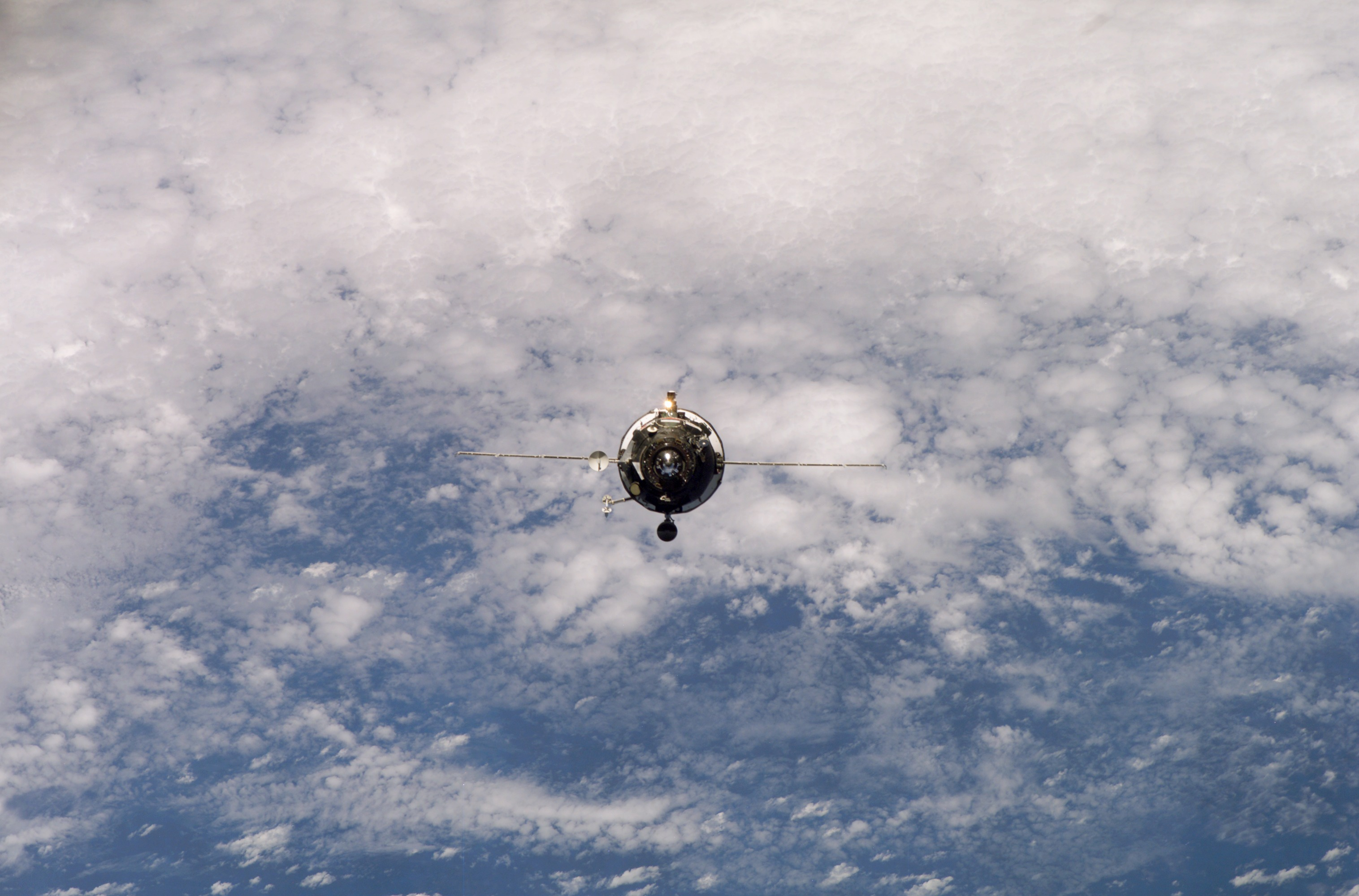
Progress zbliża się do ISS

10 października 2006, astronauci Tiurin, Lopez-Alegria i Reiter weszli na pokład Sojuza TMA-9, po czym zamknęli luki łączące stację ze statkiem i odłączyli się od modułu Zwiezda, aby zrobić miejsce dla statku Progress, który miał przylecieć za dwa tygodnie. Sojuz został ponownie zadokowany do modułu Zaria.
26 października 2006 o 14:29 UTC do ISS zadokował bezzałogowy statek transportowy Progress M-58. Przywiózł on na stację 2183 kg świeżego jedzenia, powietrza, paliwa jak również filmy DVD, CD z muzyką, książki i czasopisma dla załogi. Ponadto znajdowało się w nim 1263 kg wyposażenia, jak na przykład części zastępcze dla systemu Elektron, który zepsuł się 18 września.
Komplikacje z systemem automatycznego zbliżania transportowca rozpoczęły się, gdy antena systemu Kurs nie chciała się całkowicie zamknąć, co powodowało, że pomiędzy stacją a Progressem tworzyła się mała szczelina. Centrum kontroli lotu zdecydowało odczepić statek od stacji i wykonać kolejny manewr dokowania. Progress oddalił się na 40 cm i o 18:06 UTC ostatecznie zadokował do ISS. Żeby być pewnym, iż połączenie jest hermetyczne, wykonano znacznie więcej testów niż zwykle. Właz został otworzony dopiero następnego dnia.
Astronauci Michaił Tiurin i Michael Lopez-Alegria rozpoczęli 23 listopada 2006 o 00:17 UTC pierwszy spacer kosmiczny. Wyszli oni z rosyjskiej śluzy powietrznej Pirs. To wyjście poza stację miało niezwykle sportowy charakter, ponieważ Tiurin zagrał w celach reklamowych golfa na orbicie okołoziemskiej. Na życzenie kanadyjskiej firmy produkującej sprzęt golfowy – Element 21, uderzył on specjalną piłeczkę golfową (o wadze 3 gramów i średnicy 4 cm) ze specjalnej platformy.
Następnie astronauci przystąpili do sprawdzenia stanu statku Progress M-58, który zadokował do ISS cztery tygodnie wcześniej. Chciano zażegnać problemy z anteną naprowadzającą. Tiurin próbował poruszyć ją siłą rąk, jednak to się nie powiodło. Następnie kosmonauci zaczęli prace nad anteną, która ma umożliwić bezzałogowemu statkowi transportującemu ATV zadokowanie z ISS. Spacer kosmiczny zakończył się po 5 godzinach i 28 minutach.

### Reiter schodzi z pokładu
11 grudnia 2006 do stacji dotarł prom Discovery w ramach misji STS-116. O 22:12 UTC zadokował on do stacji. Prom dostarczył na ISS moduł kratownicy P5 oraz astronautkę Sunitę Williams, która zastąpiła astronautę ESA Thomasa Reitera. Załoga promu wykonała cztery spacery kosmiczne, podczas których zainstalowano kratownicę P5, zmieniono sieć kabli elektrycznych i zwinięto baterię słoneczną, która się wygięła. Po ośmiu dniach prom odłączył się od stacji 19 grudnia o 22:10 UTC i zabrał niemieckiego astronautę na Ziemię.
20 stycznia 2007 o 2:59 UTC do stacji dotarł bezzałogowy statek transportowy Progress M-59, który wystartował dwa dni wcześniej. Otrzymał on imię Siergieja Korolowa – sowieckiego pioniera programu kosmicznego – w jego setną rocznicę urodzin. Na pokładzie transportowca znajdowały się 2,3 tony ładunku (paliwo, powietrze, woda, pożywienie, części zapasowe). Wypełniony śmieciami Progress M-57 został trzy dni wcześniej od ISS odczepiony i spalony w górnych częściach atmosfery.

### Cztery spacery kosmiczne

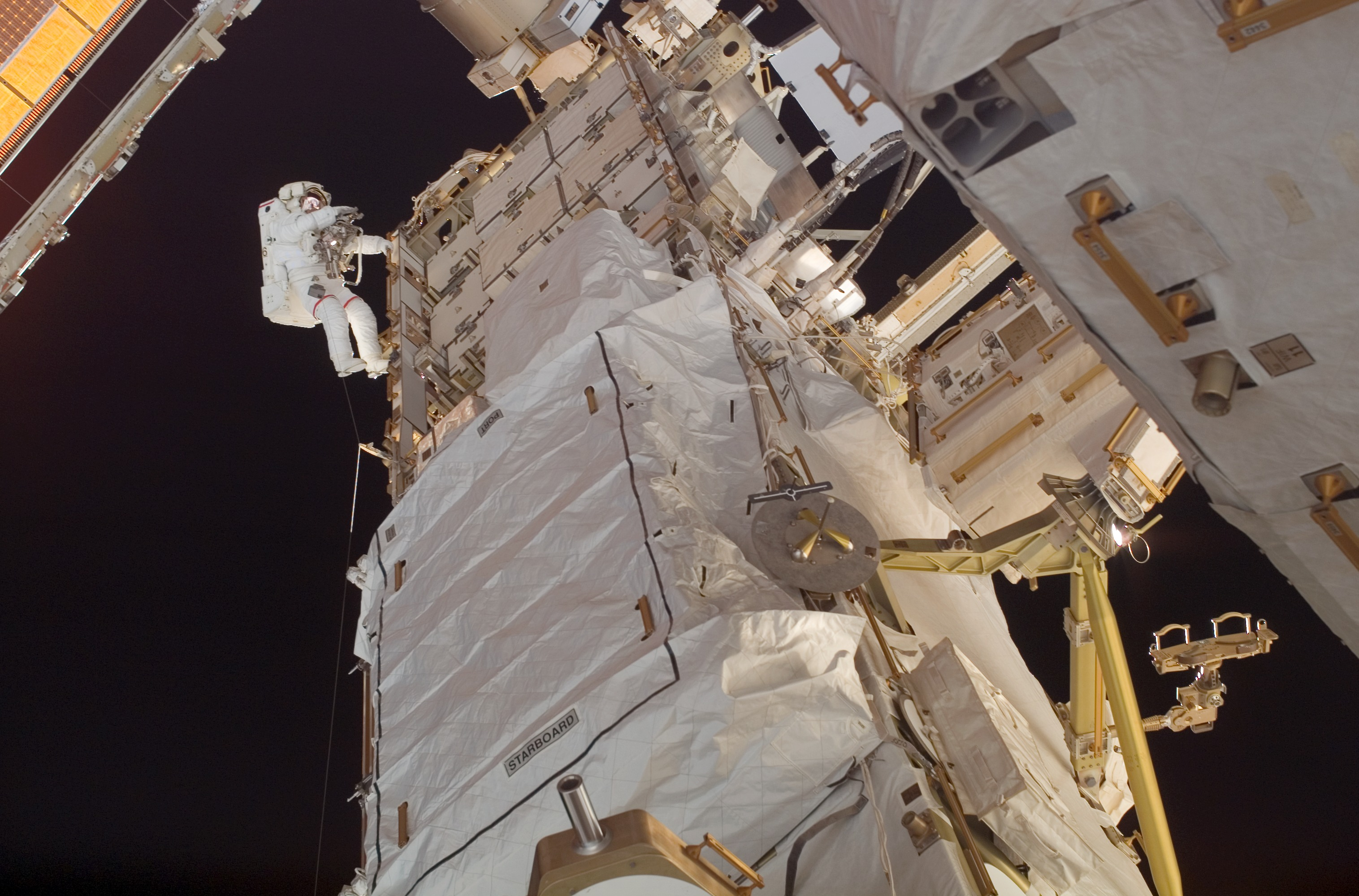
Lopez-Alegria podczas spaceru kosmicznego

Dowódca Ekspedycji 14 Michael Lopez-Alegria i inżynier pokładowy Sunita Williams opuścili 31 stycznia 2007 o 15:14 UTC na 7 godzin i 55 minut stację kosmiczną poprzez śluzę powietrzną Quest. Podczas pierwszych trzech godzin odłączyli oni moduł Destiny od prowizorycznego systemu chłodzenia EEATCS i połączyli z nowym EATCS (Extremal Active Thermal Control System), który został dostarczony na stację z misją STS-116. Następnie o 19:22 UTC, wyłączono jeden z dwunastu radiatorów, przez co zamknięto rezerwowy system chłodzenia.
4 lutego 2007 rozpoczął się kolejny spacer kosmiczny z udziałem Williams i Lopeza-Alegrii, podczas którego dokończono prace nad systemem chłodzenia stacji. EVA rozpoczął się o 13:38 UTC ze śluzy powietrznej Quest. Po zakończeniu wszystkich czynności związanych z chłodzeniem ISS i uaktywnienia obiegu B, astronauci rozpoczęli inspekcję panelu słonecznego P6. To właśnie ten moduł stwarzał problemy podczas składania w grudniu. Kosmonauci zrobili więc kilka zdjęć panelu, aby kontrola naziemna mogła sprawdzić stan baterii słonecznych. Następnie astronauci rozłożyli kable na module Destiny. Ten SSPTS system (Stadion-to-Shuttle Power Transfer System) został wbudowany w moduł PMA-2 w celu dostarczania wahadłowcom energii elektrycznej ze stacji, dzięki czemu mogły one pozostawać dłużej w przestrzeni kosmicznej. Po 7 godzinach i 11 minutach spacer kosmiczny został zakończony.
8 lutego 2007 o 13:26 UTC (pół godziny wcześniej niż planowano) rozpoczął się kolejny spacer kosmiczny. Astronauci Lopez-Alegria i Williams wyszli z amerykańskiej śluzy powietrznej Quest. Najpierw odłączyli oni dwie osłony modułu P3, które chroniły go przed zamrożeniem i nie były już więcej potrzebne. Michael Lopez-Alegria odrzucił je od stacji tak, aby spaliły się w atmosferze. Zanim spacer zakończył się powodzeniem astronauci zamontowali jeszcze platformę UCCAS (Unpressurized Cargo Carrier Attach System), która ma służyć jako miejsce składowania różnych części stacji. Następnie zamontowali oni jeszcze jedno połączenie SSPTS, którego instalacja rozpoczęła się podczas ostatniego EVA. 80. spacer kosmiczny na ISS zakończył się o 20:06 UTC i trwał 6 godzin i 40 minut.
Następny spacer kosmiczny zaczął się o 10:27 UTC 22 lutego 2007. Tym razem stację opuścili Michael Lopez-Alegria i Michaił Tiurin. Wyszli oni ubrani w rosyjskie skafandry Orłan ze śluzy Pirs. Rozpoczęli oni od usunięcia anteny systemu naprowadzania statku Progress, która w październiku poprzedniego roku sprawiała spore kłopoty podczas dokowania.
Poza usunięciem anteny astronauci mieli także wiele innych zadań do wykonania. Sfotografowali rosyjską antenę systemu naprowadzania satelitów oraz antenę dla statków ATV oraz wymienili rosyjski eksperyment. Po 6 godzinach i 18 minutach o 16:45 UTC spacer kosmiczny dobiegł końca.

### Badania i rozbudowa
Po pracach na zewnątrz stacji nadszedł czas na prace naukowe. Dwa dni po ostatnim spacerze kosmicznym, załoga rozpoczęła, pod nazwą SoRGE (Soldering In Reduced Gravity Experiment) badania nad sposobami lutowania metali w stanie nieważkości. Obecne metody lutowania powodują powstawanie gazów, baniek i luk, co może zaszkodzić stacji lub innym obiektom na orbicie.

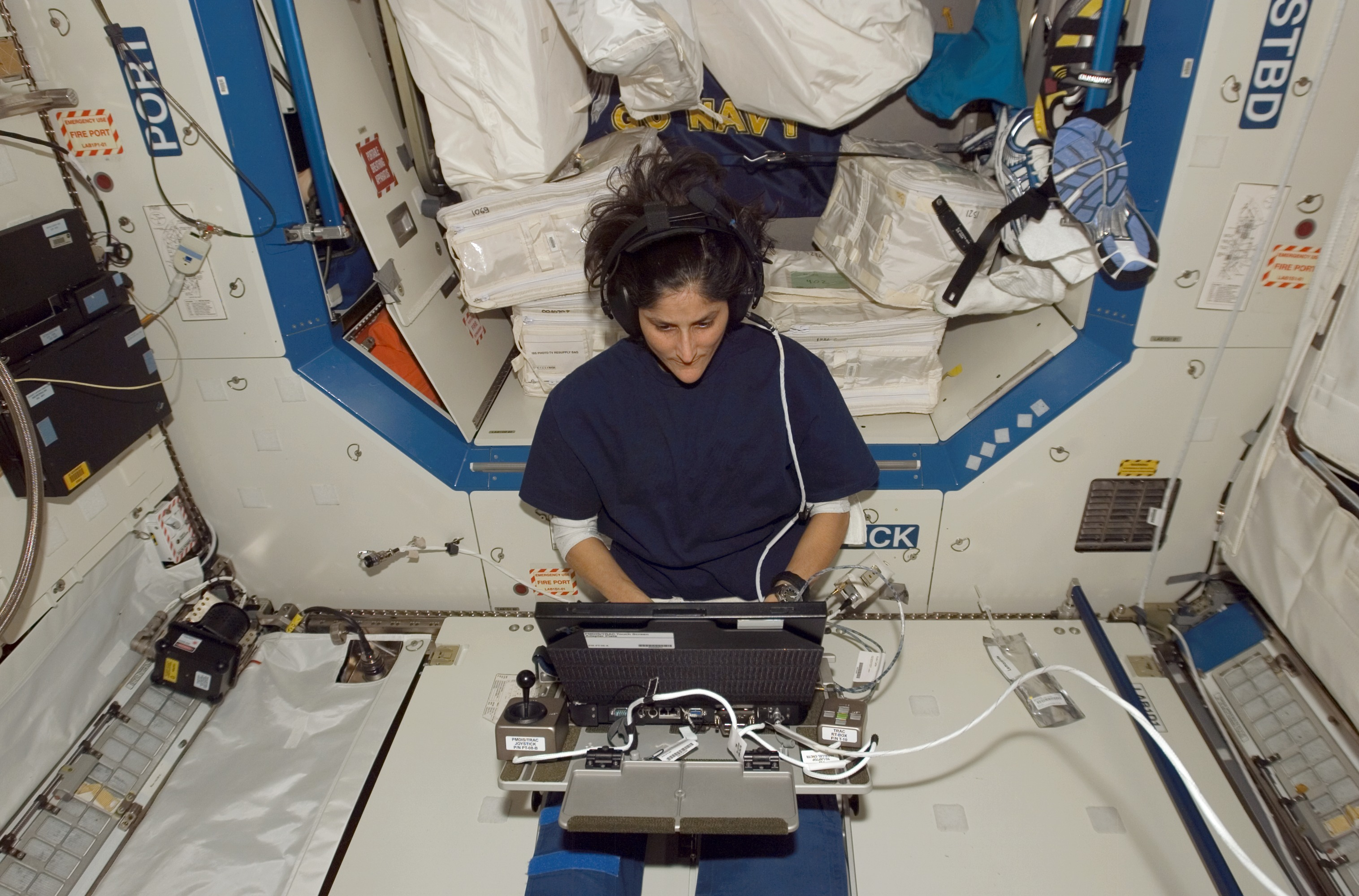
Sunita Williams z komputerem TRAC

Inżynier pokładowy Sunita Williams trenowała 28 lutego, przy użyciu symulacji komputerowej, sterowanie ramieniem robota na stacji kosmicznej. Eksperyment TRAC (Test of Reaction and Adaptation Capabilities) służył do badania, w jaki sposób astronauci przystosowują się do stanu nieważkości i czy wywołuje to u nich jakieś skutki uboczne. Załoga pracowała często z komputerem TRAC w celu sprawdzenia czy ich możliwości w sterowaniu się nie pogarszają.
Z początkiem marca 2007 zakończyły się prace związane z „przebudową” modułu Destiny, aby można było zainstalować tam system OGS (Oxygen Generation System), który produkuje powietrze. OGS został później zintegrowany z systemem wodnym stacji i wytwarza z wody tlen i wodór (tlen pozostaje na stacji, a wodór zostaje wydalony). OGS, który został dostarczony na ISS z misją STS-121 w lipcu 2006 jest ważną częścią systemu podtrzymywania życia na stacji, szczególnie gdy liczba członków załogi zostanie zwiększona do 6.
W tym samym czasie, inżynier pokładowy, Michaił Tiurin przygotowywał rosyjską część stacji na przybycie nowego frachtowca transportowego ATV. Do przybycia na ISS europejskiego bezzałogowego statku transportowego musi jeszcze zostać wykonanych na stacji kilka testów, które mają wiele wspólnego z systemem nawigacyjnym satelitów, gdyż ATV będzie automatycznie dokował do modułu Zwiezda.
Na jednej ze ścian modułu Unity zostało zamontowane nowe okno, które ma wbudowaną kamerę umożliwiającą automatyczne dokowanie oraz lepsze sterowanie mechanicznym ramieniem Canadarm2. Podobne okno zostało zamontowane w Unity 4 lata wcześniej na przeciwległej ścianie modułu.
W połowie marca rozpoczęła się instalacja sieci komputerowej OpsLAN (Operations Local Area Network). Nowa sieć jest 10 razy szybsza od poprzedniej i łączy wszystkie komputery na ISS. Jednostki, które nie są podłączone do kabli zostają osiągnięte poprzez radio. Polepsza to także pracę systemów z rosyjskiej części stacji.

### Williams bierze udział w Boston-Marathon

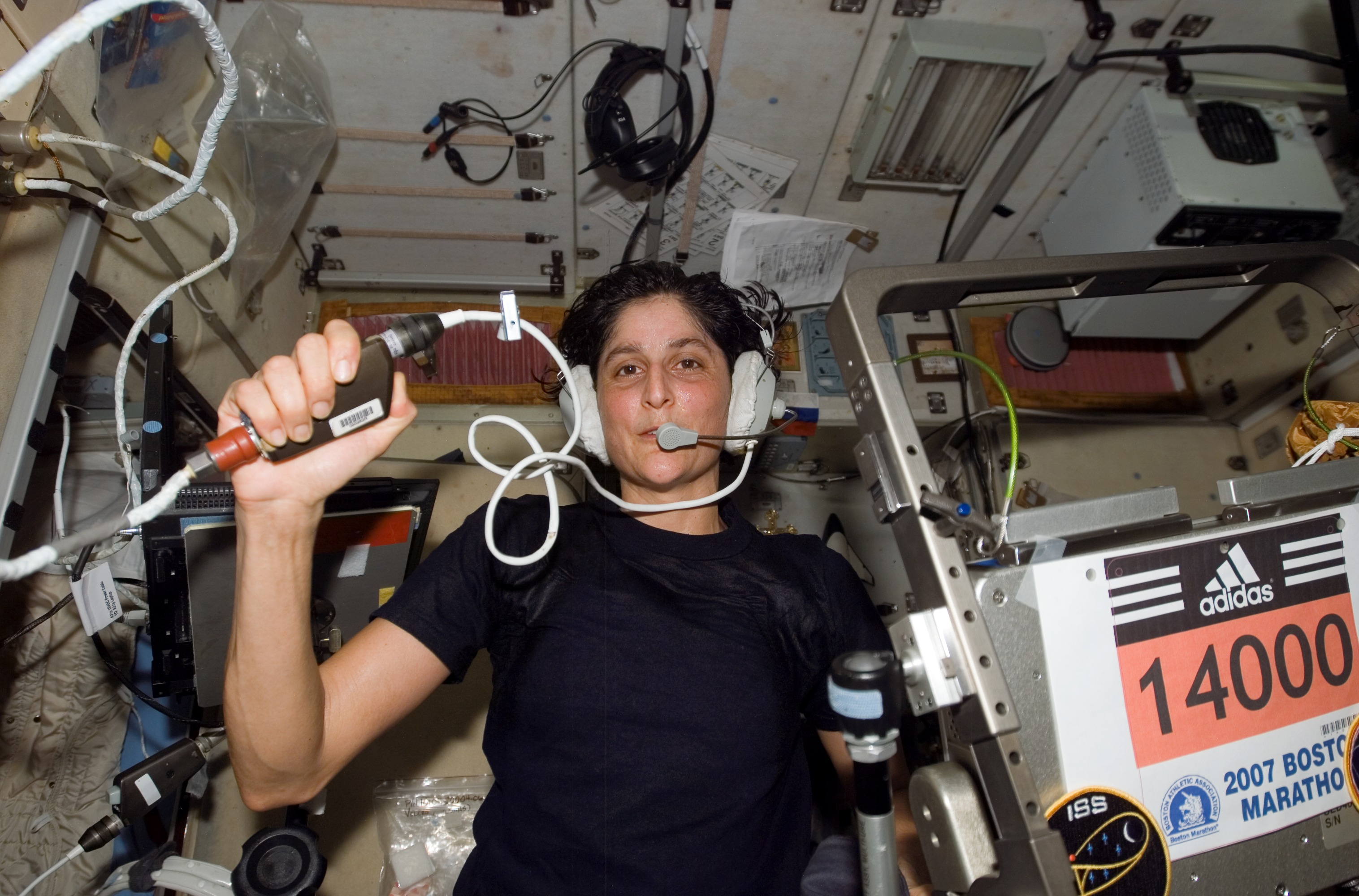
Williams podczas Boston-Marathon

Jako pierwszy człowiek w kosmosie – Sunita Williams – wzięła udział w maratonie. Trzymana przez specjalne, gumowe pasy, rozpoczęła ona o 14:00 UTC 16 kwietnia 2007 bieg w ramach 111. Boston-Marathon. Po wielu godzinach przygotowań i treningów, biegła na bieżni wraz z 23 900 osobami na Ziemi. Williams, która jest zagorzałą maratonką, wzięła udział w tej imprezie nie tylko symbolicznie, ale również dzięki temu, że uzyskała bardzo dobry czas podczas biegu w Houston rok wcześniej. Z numerem startowym 14000 wystartowała nad Pacyfikiem i po 4 godzinach i 23 minutach, „obserwowana” przez dwa komputery, przebiegła cały dystans 42 km i 195 m kończąc nad Rosją. Przy tym była 57 minut wolniejsza niż podczas Houston-Marathon. Była również gorsza od swojej siostry Pandya’ny, która przy złej pogodzie uzyskała czas o jedną minutę lepszy od Sunity.

### Wymiana załogi

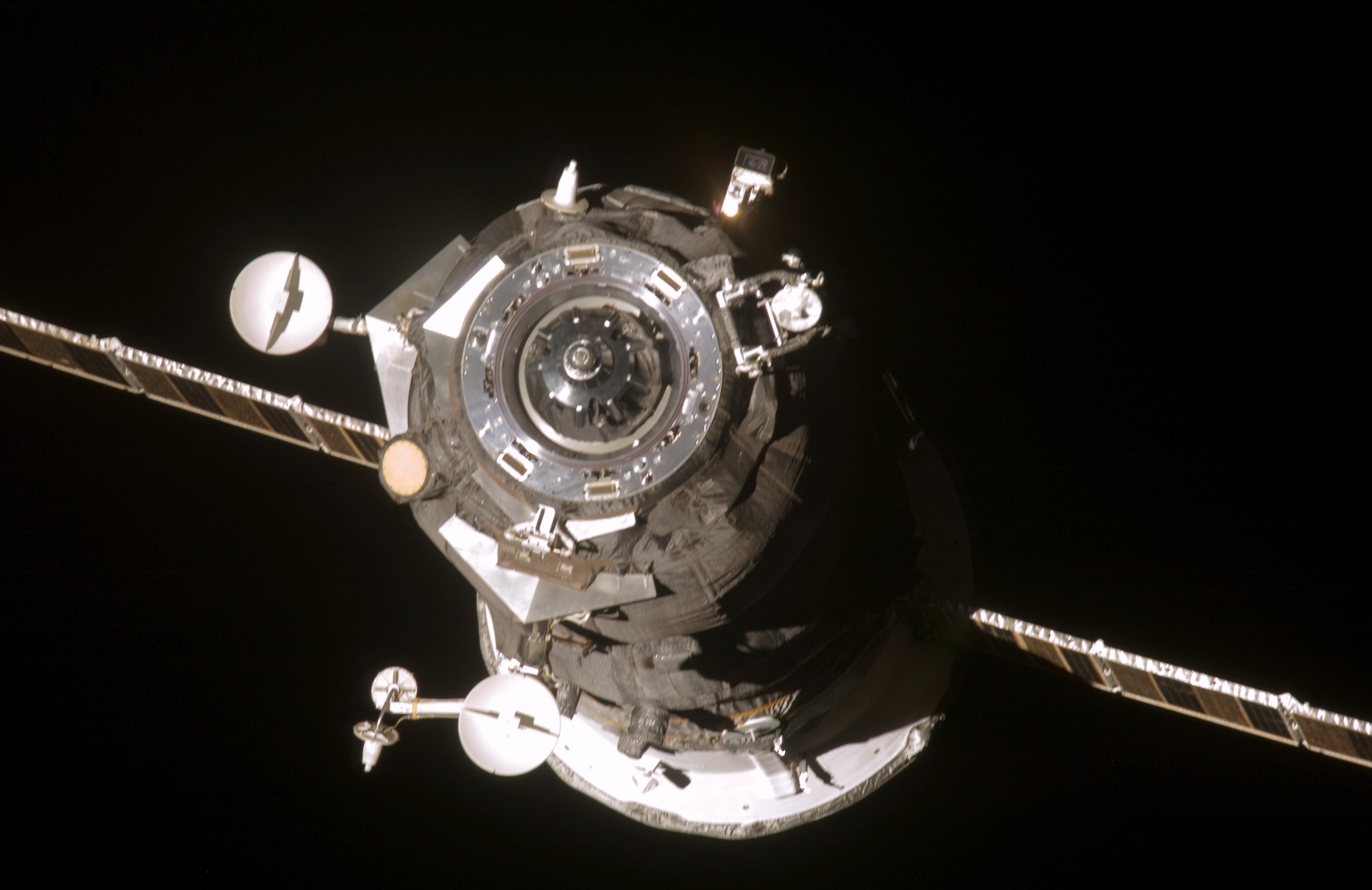
Progress M-58 oddala się od stacji

27 maja 2007 o 18:11 UTC od ISS odłączył się frachtowiec Progress M-58. Wcześniej załoga wypełniła go odpadami. Statek spłonął nad Pacyfikiem w górnych warstwach atmosfery.
Aby zrobić miejsce dla przylatującej tydzień później załogi Ekspedycji 15, astronauci weszli na pokład Sojuza TMA-9, aby go przelokować z modułu Zarja do Zwiezdy.
Po ponad 50 godzinach lotu, 9 kwietnia 2007, do ISS dotarł Sojuz TMA-10, który zadokował do modułu Zarja o 19:10 UTC. Załogę stanowili Rosjanie Fiodor Jurczichin i Oleg Kotow oraz amerykański turysta kosmiczny Charles Simonyi.
Tiurin, Lopez-Alegria i Simonyi odcumowali od stacji 21 kwietnia 2007 o 09:11 UTC w Sojuzie TMA-9. Wylądowali w Kazachstanie o 12:31 UTC tego samego dnia, 135 km na północny wschód od Żezkazganu. Sunita Williams pozostała na stacji kosmicznej już jako członek Ekspedycji 15 i wróciła na Ziemię 22 czerwca 2007 wahadłowcem Atlantis (misja STS-117).